# جورج بوغارت
جورج بوغارت (بالإنجليزية: George Bogart)‏ هو رسام أمريكي، ولد في 30 أكتوبر 1933 في دولوث في الولايات المتحدة، وتوفي في 23 نوفمبر 2005.